# Галкина, Галина Анатольевна
Галина Анатольевна Галкина (род. 8 февраля 1960, Москва) — советская и российская театральная актриса, заслуженная артистка России (2001).

## Биография
Галина Галкина родилась 8 февраля 1960 года. Одна из основателей театра на Юго-Западе в Москве, где играет до сих пор.

## Семья
- Муж — актёр Виктор Авилов (1953—2004), заслуженный артист России.

- Дочь — Анна Авилова.
- Дочь — актриса Ольга Авилова (род. 1985).

## Награды
- Заслуженная артистка России (15 января 2001) — за заслуги в области искусства[1].

## Работы в театре
- «Вальпургиева ночь» — Натали
- «Дракон» — Горожанка
- «Аллегория» — Восточная девушка и гостья на балу
- «Самоубийца» — Зинка Подеспань, Клеопатра Максимовна
- «Makarena» — Дина
- «J.Gay-Опера.ру» — Проститутка
- «Трактирщица» — Чичитта
- «Слуга двух господ» — Сабрина
- «Ад — это другие» — Мария и Эстель
- «Три сестры» — Наталья Ивановна
- «Мольер» — Мариэтта Риваль
- «Сон в летнюю ночь» — Фея
- «Дураки» — Янка
- «Конкурс» — Антонина
- «Жаворонок» — Жанна Д`Арк
- «Мольер» — Арманда
- «Старый дом» — Саша Глебова
- «Последняя женщина сеньора Хуана» — Кончитта
- «Самозванец» — учительница и Ленка
- «Русские водевили» — Даша и Катя
- «Три цилиндра» — Паула
- «Гамлет» — Офелия
- «Дракон» — подруга Эльзы (2-я версия 1999 г.)
- «Священные чудовища» — Шарлотта
- «Дракон» — Эльза (1-я версия)
- «Сёстры» — Анна
- «С днем рожденья, Ванда Джун!» — Ванда Джун
- «Собаки» — Красивая
- «Трилогия»
- «Ревизор»
- «Школа любви»
- «Встреча с песней»
- «Баба Шанель» — Роза Рябоконь
- «Слишком женатый таксист» — Мэри Смит
- «Даёшь Шекспира!» — Сильвия
- «На дне» — Настя
- «Щи» — Подавальщица Чесночная подливка
- «Dostoevsky-Trip» — Варя
- «Вальпургиева ночь» — Старший врач больницы
- «Ромео и Джульетта» — Леди Монтекки
- «Самоубийца» — Серафима Ильинична
- «Мастер и Маргарита» — Прасковья Федоровна, Гостья на балу

## Фильмография

### Художественное кино
1. 2000 — Ростов-папа (История 8-я Новый Дон Кихот) — эпизод
2. 2002 — Синоптик — Галя, фармацевт
3. 2004 — Сыщики 3 (фильм 10-й Не стреляйте в пианиста) — Снегурочка
4. 2008 — Трюкачи — Люда, буфетчица

### Документальное кино
1. 2006 — Как уходили кумиры. Виктор Авилов